# Steinkiste von Meckelstedt
Koordinaten: 53° 36′ 16″ N, 8° 55′ 36″ O

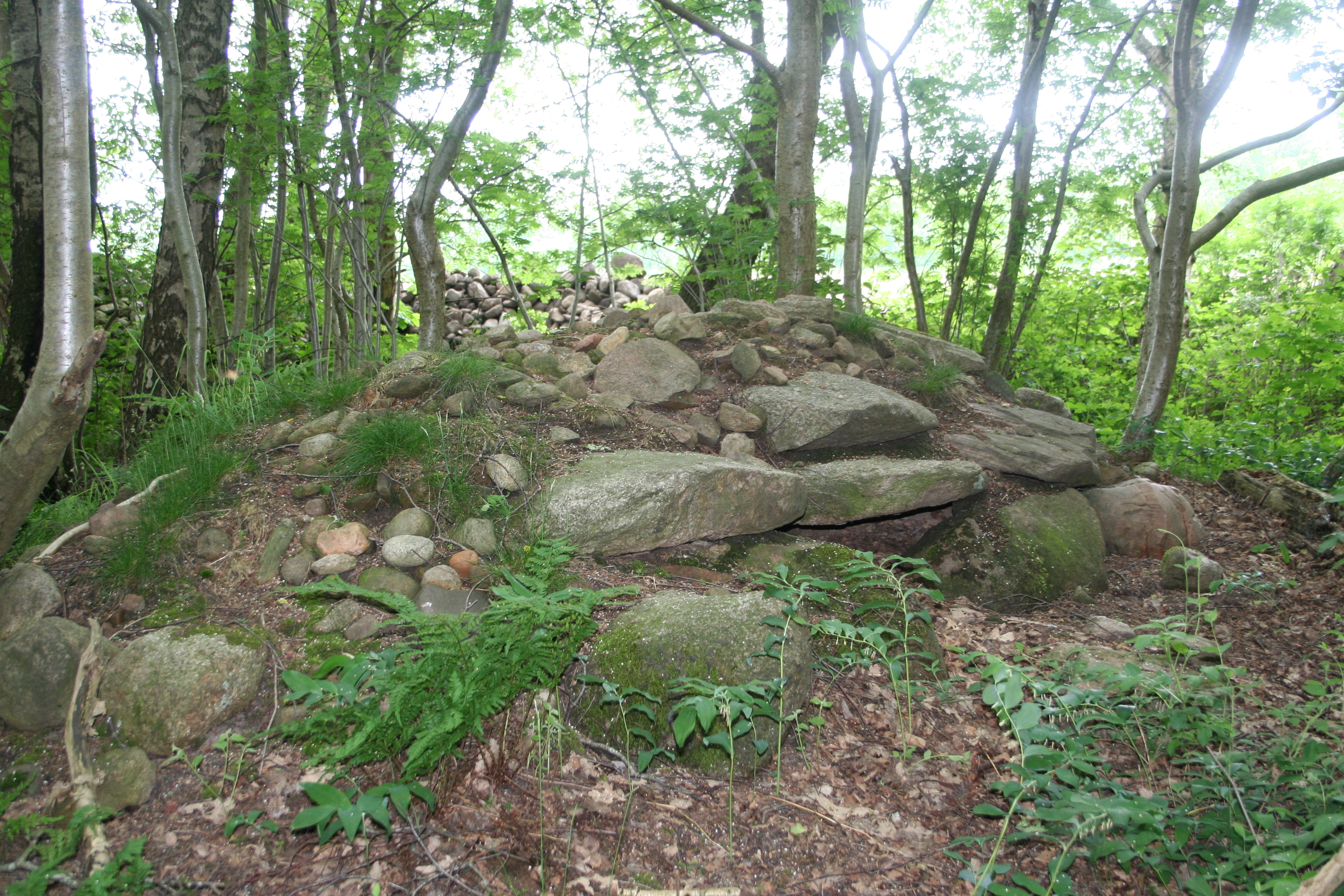
Die Steinkiste von Meckelstedt

Die Steinkiste von Meckelstedt ist eine bronzezeitliche Steinkiste beim Dorf Meckelstedt im Landkreis Cuxhaven im Elbe-Weser-Dreieck in Niedersachsen.
Im Jahre 1896 öffnete man einen der Hügel nördlich des Dorfes Meckelstedt und stieß unter einer Steinpackung auf eine aus Platten und Findlingen bestehende Steinkiste. Die Steinkiste aus der Periode II der Bronzezeit besteht aus sieben Tragsteinen und fünf Deckplatten. Ein Teil der Steinpackung und des Hügels sind erhalten. Ihr Inhalt bestand aus:
- einem 67 cm langen Vollgriffschwert vom Donautyp mit achtkantigem Griff,
- einem 11,3 cm langen Dolch mit rundlicher Kopfplatte,
- einem 17 cm langen verzierten Absatzbeil vom nordischen Typ,
- einem 6,5 cm hohen, geradwandigen Gefäß mit umlaufender und zweimal senkrecht durchlochter Rippe.
- einem Menschenschädel
- zwei Pflocknieten und Buckelortband

Der Inhalt der Steinkiste von Meckelstedt zählt zu den bedeutendsten bronzezeitlichen Grabfunden. Um den Besitz der Funde setzte ein Kampf mehrerer Interessenten ein, den das Provinzial-Museum Hannover mit dem höchsten Gebot (von 200 Mark) gewann.
Nördlich des Dorfes liegt der Rest einer Hügelgräberreihe, die im Jahre 1893 nach der Zählung von H. Müller-Brauel aus über 30 Grabhügeln bestand. Sie säumten einen alten Heerweg, der von der Hohen Lieth im Westen heranführt, die Steinkiste bei Meckelstedt passiert und in das Lange Moor führt. Dass der Heerweg im Moor seine Fortsetzung fand, wird aus verschiedenen Bohlenwegen geschlossen, die im Torf gefunden wurden. Einige wurden untersucht und ein Teil von ihnen konnte in die ältere Bronzezeit datiert werden.